# Castle Carlton
Castle Carlton är ett slott i Storbritannien.   Det ligger i grevskapet Lincolnshire och riksdelen England, i den sydöstra delen av landet, 200 km norr om huvudstaden London. Castle Carlton ligger 16 meter över havet.
Terrängen runt Castle Carlton är platt. Runt Castle Carlton är det ganska tätbefolkat, med 75 invånare per kvadratkilometer. Närmaste större samhälle är Burwell, 5,7 km sydväst om Castle Carlton. Trakten runt Castle Carlton består till största delen av jordbruksmark.